# Szymon Brzeziński
Szymon Brzeziński (ur. 13 listopada 1975 w Gnieźnie) – polski muzyk, kompozytor, aranżer, producent, muzyk sesyjny.
Od 1993 do rozwiązania, główny kompozytor i gitarzysta zespołu progresywnego Abraxas. W latach 2002–2003 z muzykami Abraxas oraz wokalistkami Anją Orthodox i Kingą Bogdańską tworzył zespół Svann. Współpracował z Colinem Bassem, basistą grupy Camel w jego solowych projektach. Od 2003 r. twórca muzyki do filmów i programów telewizyjnych.
Gra m.in. na mało popularnym w Polsce instrumencie Chapman Stick, rozpowszechnionym przez Tony’ego Levina.

## Dyskografia
- Abraxas „Abraxas” (1996)
- Abraxas „Centurie” (1998)
- Colin Bass „An Outcast Of The Islands” (1998)
- Colin Bass „Live at Polskie Radio 3” 2 CD
- Abraxas „99” (1999)
- Abraxas „Live in Memoriam” (2000)
- Svann „Granica czerni i bieli” (2003)